# بيسا (مغنية)
بيسا كوكيديما (من مواليد 29 مايو 1986) هي مغنية ألبانية والمعروفة أيضًا باسم بيسا، فازت بالنسخة الخامسة عشرة من مسابقة الأغنية السحرية عام 2013، مثلت ألبانيا في مسابقة الأغنية الأوروبية 2024 بأغنية "تيتان". ظهرت بيسا لأول مرة في فرنسا بأغنيتها الفرنسية "En Equilibre" في يونيو 2022، والتي لاقت استحسانًا. "En Equilibre" هو أول ألبوم لها يتم إنتاجه في صناعة الموسيقى الفرنسية. في عام 2023 تم اختيارها للمنافسة في مهرجان الأغنية 62 بأغنية "Zemrën n'dorë"، حيث فازت بتصويت الجمهور وتم اختيارها لتمثيل ألبانيا في مسابقة الأغنية الأوروبية 2024. في المسابقة تم أداء الأغنية بنسخة إنجليزية بعنوان "تيتان". فشل بيسا في التأهل من الدور نصف النهائي الثاني، ليحتل المركز 15 من أصل 16 برصيد 14 نقطة.